# 海鸥纪念碑
40°46′11″N 111°53′34″W / 40.76972°N 111.89278°W

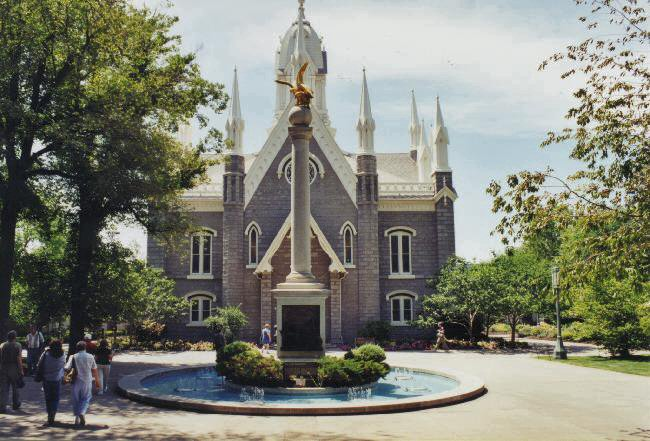
海鸥纪念碑

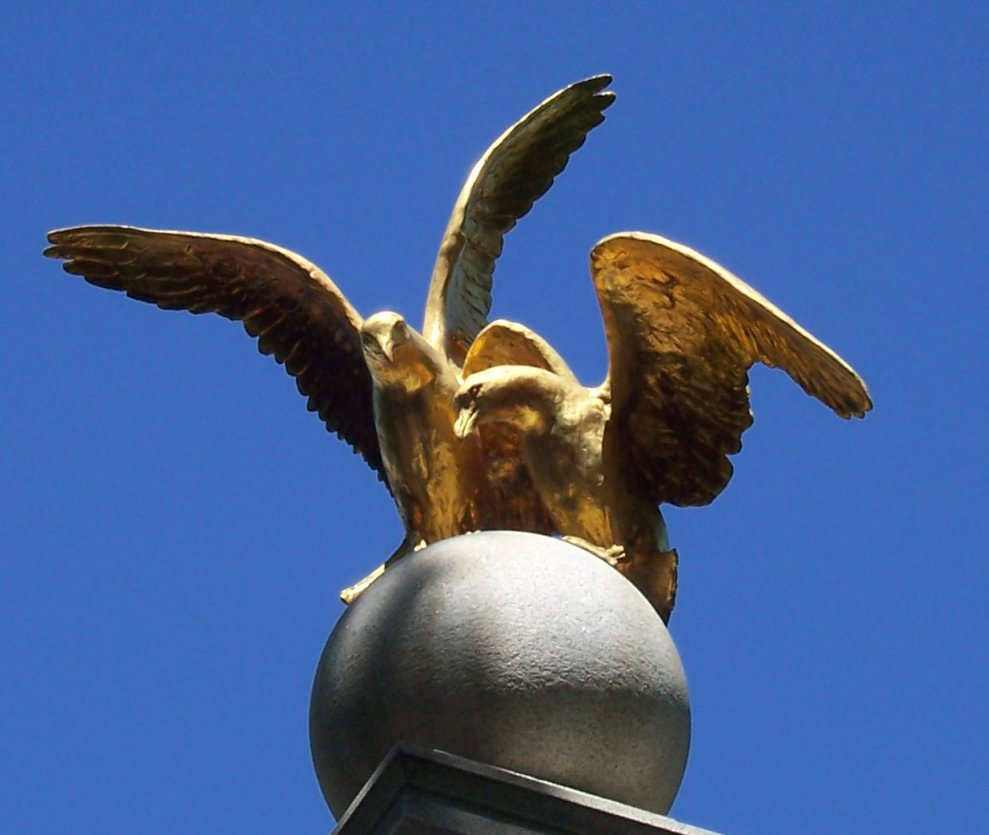
海鸥

海鸥纪念碑Seagull Monument是美国犹他州盐湖城圣殿广场盐湖城聚会堂前的一个纪念碑，是为了纪念耶稣基督后期圣徒教会一些成员所称的海鸥的奇迹。 

## 历史
1848年春季，摩门教先驱们首次在犹他州种植作物。当作物成熟时，蝗虫从山谷东侧降临整个农场。根据传说，海鸥吞噬了成群蝗虫，收获获救了。此事件，俗称“海鸥的奇迹”，后期圣徒将此作为一个奇迹。
为了庆祝海鸥在先驱移居犹他州的第一年时发挥的作用，耶稣基督后期圣徒教会在盐湖城圣殿广场竖立海鸥纪念碑。纪念碑的顶端是两只海鸥吞食昆虫的青铜像，由雕塑家Mahonri M. Young设计。Young就读于法国，是摩门教领袖杨百翰的孙子。这座纪念碑于1913年10月1日由摩门教总会长奉献。海鸥纪念碑被认为是第一座专门的鸟类纪念碑。
加州海鸥现在是犹他州的州鸟。